# Herb Zamościa
Herb Zamościa – jeden z symboli miejskich Zamościa w postaci herbu. 

## Wygląd i symbolika
Herb przedstawia św. Tomasza Apostoła ze złotym nimbem, trzymającego w prawej ręce złotą włócznię opartą o ziemię, srebrnym grotem ku górze, a w lewej – czerwoną księgę. Ubrany jest w białą koszulę i długą niebieską szatę oraz białe sandały. W dolnej części jego szaty widnieje lekko przechylona w heraldycznie prawą stronę tarcza z herbem Jelita. Tło herbu jest czerwone, kształt prostokątny, od dołu zaokrąglony z wypukłym wcięciem.
Herb Jelita był znakiem rodowym założyciela Zamościa, Jana Zamoyskiego.

## Historia
Herb miasto otrzymało w roku 1585 i od tej pory z niewielkim zmianami przedstawia świętego Tomasza z elementami godła Jelita.